# Gemursa fuscipes
Gemursa fuscipes là một loài ruồi trong họ Tachinidae.